# Svetlana Samojválova
Svetlana Anatólievna Samojválova –en ruso, Светлана Анатольевна Самохвалова– (Moscú, 20 de diciembre de 1972) es una deportista rusa que compitió en ciclismo en las modalidades de pista, especialista en las pruebas de persecución y puntuación, y ruta.
Ganó seis medallas en el Campeonato Mundial de Ciclismo en Pista entre los años 1990 y 1996, y una medalla de bronce en el Campeonato Europeo de Ciclismo en Pista.
Participó en dos Juegos Olímpicos de Verano, ocupando el cuarto lugar en Atlanta 1996, en la prueba de puntuación, y el sexto lugar en Barcelona 1992, en persecución individual.

## Medallero internacional
| Representando a la URSS |                           |                   |                        |
| Campeonato Mundial      |                           |                   |                        |
| Año                     | Lugar                     | Medalla           | Competición            |
| 1990                    | Maebashi ( Japón)         | Medalla de plata  | Puntuación             |
| Representando a Rusia   |                           |                   |                        |
| Campeonato Mundial      |                           |                   |                        |
| Año                     | Lugar                     | Medalla           | Competición            |
| 1993                    | Hamar ( Noruega)          | Medalla de plata  | Puntuación             |
| 1994                    | Palermo ( Italia)         | Medalla de plata  | Persecución individual |
| 1994                    | Palermo ( Italia)         | Medalla de plata  | Puntuación             |
| 1995                    | Bogotá ( Colombia)        | Medalla de oro    | Puntuación             |
| 1996                    | Mánchester ( Reino Unido) | Medalla de oro    | Puntuación             |
| Campeonato Europeo      |                           |                   |                        |
| Año                     | Lugar                     | Medalla           | Competición            |
| 1998                    | Stettin ( Polonia)        | Medalla de bronce | Ómnium                 |

1. ↑  Campeonato Europeo realizado solo para la disciplina de ómnium.